# Прошло три года (фильм)
«Прошло три года» — последний незавершенный документальный фильм режиссёра Александра Расторгуева.
Премьера фильма состоялась 29 июля 2019 года на телеканале ТВ-3. Интернет-премьера — 31 июля 2019 года на сайте издания meduza.io.

## Сюжет
Главная героиня фильма Александра Стриженова пытается построить свое счастье: пьёт шампанское из горла, танцует босиком в клубе и воспитывает сына. В первой части ленты разворачивается история взаимоотношений Саши с её сожителем, в которой кадры семейной идиллии сменяются сценой ссоры и драки. Действие второй части фильма происходит спустя три года, когда Стриженова оказывается уже с другим мужчиной, но обстоятельства и проблемы остаются прежними.

## Работа над фильмом
С главной героиней Сашей Александр Расторгуев познакомился на кастинге документального проекта Первого канала «Это я». Пробные съёмки сразу же показали свободу и раскованность героини. Александр рассчитывал, что из истории Саши Стриженовой получится многосерийная картина. Александр Расторгуев успел закончить работу над двумя частями фильма, однако считал, что история имеет продолжение. Режиссёр погиб в ЦАР в ночь на 31 июля 2018 года, так и не закончив этот и другие документальные проекты.

## Отклики и рецензии
Обозреватель «Новой газеты» Малюкова Лариса пишет об особенной операторской работе над фильмом: «Как все это снято — непостижимо. И если в начале фильма ещё отмечаем естественность героев перед камерой в каждом эпизоде, повороте событий. То дальше просто падаем в это природное естество, в сердцевину жизни».